# Mengálvio Pedro Figueiró
Mengálvio Pedro Figueiró (Laguna, 1938. október 17. –) világbajnok brazil válogatott labdarúgó.
A brazil válogatott tagjaként részt vett az 1962-es világbajnokságon.

## Sikerei, díjai

### Játékosként
Santos
- Paulista bajnok (6): 1960, 1961, 1962, 1964, 1965, 1967
- Torneio Rio-São Paulo (3): 1963, 1964, 1966
- Taça Brasil (5): 1961, 1962, 1963, 1964, 1965
- Copa Libertadores (2): 1962, 1963
- Interkontinentális kupa győztes (2): 1962, 1963

Brazília
- Világbajnok (1): 1962